# Нанопланктон
Нанопланкто́н (від грец. nanos — карлик і планктон) — угруповання найдрібніших планктонних організмів (бактерії, деякі одноклітинні водорості, гриби, їх зооспори), що проходять крізь дрібні чарунки шовкової планктонної сітки (довжина тіла менше 0,05 мм). 
Нанопланктон є необхідною ланкою у трофічних ланцюгах гідроекосистем (ним живляться планктонні тварини). Нанопланктон відокремлюють шляхом центрифугування або седиментації.
Серед нанопланктону зустрічаються дрібні евкаріотичні протисти; малі діатомові, маленькі флагеляти Flagellates, Pyrrophyta, Chrysophyta, Chlorophyta, Xanthophyta.
У клітинах нано- і пікопланктону вміст хлорофілу вищий, ніж у мікропланктону. Під звичайним світловим мікроскопом — їх ледь видно, і то, тільки поки вони живі — пофарбовані і рухаються. Планктонною сіткою вони не ловляться — проскакують в 10-мікронні вічка самого дрібного планктонного газу. За цих технічних причин роль нанопланктону довгий час недооцінювалася — дослідники звертали увагу на добре помітний мікропланктон (> 20 мікрон), до якого належить більшість описаних для Чорного моря видів діатомей і динофлагеллят.
Суттєву частину (до 98%) нанопланктону складають кокколітофориди. Їхні вапняні скелети, що входять до складу донних відкладень, часто використовуються для визначення віку гірських порід. Відкладення верхньої крейди складаються головним чином з скелетних елементів нанопланктону і, в меншій мірі, зоопланктону.